# Реал Мадрид (футбольный клуб)
«Реа́л Мадри́д» (исп. Real Madrid Club de Fútbol, испанское произношение: [reˈal maˈðɾið ˈkluβ ðe ˈfuðβol] (слушать)о файле) — испанский профессиональный футбольный клуб из города Мадрид. Признан ФИФА лучшим футбольным клубом XX века. «Реал Мадрид» — один из трёх клубов, которые ни разу не покидали высший испанский дивизион, двумя другими являются «Барселона» и «Атлетик Бильбао». Является одним из самых титулованных клубов Испании. На его счету 71 национальный трофей: 36 титулов чемпиона страны (рекорд), а также 20 Кубков Короля, 13 Суперкубков Испании, 1 Кубок испанской лиги и 1 Кубок Эвы Дуарте. Является рекордсменом по количеству побед и голов в Лиге чемпионов (15 раз, единственная команда, выигрывавшая этот турнир — тогда ещё Кубок Европейских чемпионов — пять раз подряд, и единственная команда, выигрывавшая Лигу чемпионов в современном формате трижды подряд).
Согласно данным пресс-службы клуба, по итогам сезона 2023/24 «Реал Мадрид» стал первым в истории, чей операционный доход суммарно превысил €1 млрд. В 2024 году согласно данным Forbes признан самым дорогим футбольным клубом мира, с совокупной стоимостью $6,6 млрд.

## История

### Основание
В 1896 году был создан клуб «Футбол Скай», ставший прародителем мадридского клуба. Но официальной датой основания считается 6 марта 1902 года,
когда братья Падрос и Хулиан Паласиосы открывают клуб под названием Madrid Football Club. 29 июня 1920 года король Испании Альфонс XIII присвоил клубу титул Королевский, что по-испански звучит как Real. Отсюда современное название клуба — Real Madrid.
С момента основания клуб стал претендовать на лидерство в испанском футболе: уже в 1903 году он вышел в финал Кубка страны, где уступил «Атлетику» из Бильбао. Через несколько лет почётный трофей надолго «переехал» в столицу: «Мадрид» завоёвывал Кубок Испании четыре раза подряд. Чемпионаты Испании стали проводиться только с сезона 1928/29, а до того клубы определяли сильнейших по регионам. «Мадрид» (с 1920 года — «Реал Мадрид») за это время первенствовал в столичном округе 16 раз.

### Расцвет
К середине 50-х годов прошлого столетия, когда в Европе решили создать континентальную федерацию футбола, которая наладила бы регулярное проведение соревнований как клубных, так и национальных команд, мадридский «Реал» не являлся главным авторитетом в Испании. Однако именно «Реал» выиграл первенство 1954/55, благодаря чему стал первым испанским делегатом в Кубке европейских чемпионов. С того момента «Реал» утвердился на европейской вершине на пять лет. Успехам на международной арене сопутствовали и победы во внутреннем чемпионате, каких в период с 1954 по 1969 год было 12. На протяжении полутора десятков лет получалось так, что если мадридцы и уступали дома первенство, то обязательно выигрывали Кубок чемпионов. Таким образом, они постоянно участвовали в самом престижном европейском турнире на протяжении 15 лет подряд, впервые не попав в него лишь в 1970 году. В ту золотую эпоху в «Реале» блистали натурализованный аргентинец Альфредо Ди Стефано (лучший футболист Европы 1957 и 1959 годов), француз Раймон Копа (обладатель «Золотого мяча» 1958 года), венгр Ференц Пушкаш (второй футболист Европы 1960 года), Франсиско Хенто — шестикратный обладатель Кубка чемпионов. В середине 60-х компанию «долгожителю» Хенто составляли Хосе Сантамария, Амансио, Пирри, Мигель Анхель.
Постепенно, по мере ухода ветеранов, победные традиции в Европе были утрачены. Следующего взлёта пришлось ждать почти двадцать лет, когда пришло новое поколение во главе с Эмилио Бутрагеньо, ближайшими сподвижниками которого были Мичел, Уго Санчес, Маноло Санчис, Мартин Васкес и Мигель Пардеса. Они выиграли два Кубка УЕФА и пять чемпионатов подряд.

### 1970-е — 1990-е годы
В середине семидесятых «Реал» отметил разгромную победу над «Барселоной» (4:0) в финале Кубка Испании сезона 1973/1974. В 1978 году «Реал» приобрёл Ули Штилике и Хуанито, которые, несмотря на несхожесть игровой манеры, на долгие годы станут идолами мадридских болельщиков. 4 июня 1980 года мадридцы победили в финале Кубка страны, разгромив «Кастилью» 6:1. На следующий год «Реал» вновь напомнил о себе Европе, выйдя в финал Кубка европейских чемпионов. Однако в яростной схватке с «Ливерпулем» мадридцы, руководимые Вуядином Бошковым, вынуждены были уступить со счётом 0:1. В декабре 1983 года тренером «Реала» стал Альфредо ди Стефано, а команду пополнили Мартин Эскер, Мичел, Санчис и Эмилио Бутрагеньо, который совсем скоро стал одним из символов команды. Уже в первой игре за «королевский» клуб Бутрагеньо отличился дважды и принёс победу мадридцам в матче против «Кадиса».
24 мая 1985 года пост президента занял Рамон Мендоса, чьё правление будет отмечено выдающимися достижениями. В 1985 и 1986 годах мадридцы завоёвывали Кубок УЕФА, обыграв в финальных матчах «Видеотон» и «Кёльн». На своём поле «Реал» выступал особенно вдохновенно: казалось, его игрокам под силу отыграться с любого счёта. Однажды им удалось совершить и вовсе нечто невероятное: проиграв мёнхенгладбахской «Боруссии» со счётом 1:5, мадридцы провели на «Сантьяго Бернабеу» четыре безответных мяча и вышли в следующий раунд. После нескольких относительно неудачных сезонов пост главного тренера «Реала» занял Хорхе Вальдано, до этого плодотворно поработавший в «Тенерифе». Наставник доверил место в основном составе Редондо, Лаудрупу, Амависке, Кике Флоресу.
8 января 1995 года команда Вальдано уничтожила своих главных соперников из «Барселоны», победив в матче чемпионата со счётом 5:0, а впоследствии завоевала чемпионский титул. Однако следующий сезон «Реал» провалил, и место на тренерском мостике в июле 1996 года занял знаменитый итальянец Фабио Капелло. Заметно обновился и состав команды, в которую влились Зеедорф, Миятович и Роберто Карлос. Для победы в чемпионате команде Капелло хватило одного сезона. В мае 1998 года «Реал» в седьмой раз завоёвывает Кубок чемпионов, победив в решающем матче «Ювентус» (1:0), а через несколько месяцев выигрывает и Межконтинентальный кубок у «Васко да Гамы».
После неудачного сезона 1998/1999 руководство «Реала» решило доверить пост главного тренера Висенте дель Боске и не прогадало: клуб в восьмой раз выиграл Кубок чемпионов, обыграв «Валенсию» (3:0) в финальном матче. Отлично проявил себя Рауль, ставший настоящим лидером команды. В 2001 году «Реал» в 28-й раз завоевал титул чемпиона страны.

### Президентство Переса
Новым президентом был избран амбициозный Флорентино Перес, который решил собрать в «Реале» всех лучших футболистов планеты. Свою деятельность Перес начал с покупки португальца Луиша Фигу у «Барселоны» за рекордные 71 миллион евро. Спустя год в ряды «Реала» влился Зинедин Зидан, за которого заплатили «Ювентусу» ещё больше — 75 миллионов. Ещё через год из «Интера» прибыл Роналдо, летом 2003 года — Бекхэм, в 2004 — Оуэн. Таким образом, в сезоне 2004/05 вместе играли четыре футболиста, удостаивавшиеся «Золотого мяча»: Роналдо (лучший футболист мира 1997 и 2002 годов), Зидан (1998), Фигу (2000), Оуэн (2001). Это собрание звёзд стали называть «Галактикос». За пять с лишним лет правления Переса (он сложил полномочия в феврале 2006 года) «Реал» дважды становился чемпионом Испании и лишь раз выиграл Лигу чемпионов УЕФА (в сезоне 2001/2002).

### Президентство Кальдерона
После Флорентино Переса президентом Реала был избран Рамон Кальдерон, стиль руководства которого отличался от стиля предшественника. Кальдерон не ставил своей целью покупку лучших игроков, хотя его предвыборным обещанием была покупка Криштиану Роналду и Кака, что у него так и не получилось. Первым делом новый президент взялся за чистку и омоложение состава, который в то время переживал не лучшие времена. За время президентства Кальдерона были проданы Бекхэм, Роберто Карлос, Робиньо, Роналдо, то есть всё «наследие» Переса, хотя во времена правления Кальдерона были сделаны удачные покупки: Ван Нистелрой, Каннаваро, Игуаин, Снейдер, Пепе. Но главным изменением стала смена главного тренера: им снова стал Капелло, сильный и независимый специалист. Первый же сезон принёс «сливочным» победу в Примере, но в Лиге чемпионов команда опять «споткнулась» в 1/8 финала, проиграв по сумме двух встреч мюнхенской «Баварии» (общий счёт — 4:4). По окончании первого сезона, несмотря на первый за последние четыре года титул чемпиона Испании, руководство «Реала» увольняет итальянского тренера, мотивируя это решение «невыразительной игрой команды». Место главного тренера было отдано немецкому специалисту и тренеру «Хетафе» Бернду Шустеру. С немцем «бланкос» завоевали Суперкубок и победили в чемпионате Испании, который был выигран досрочно. Поэтому в «Эль Класико» (счёт — 4:1), который проходил на «Сантьяго Бернабеу», по испанской традиции игроки «Барселоны» были вынуждены приветствовать досрочных чемпионов «живым» коридором и аплодисментами. Однако в Лиге чемпионов прогресса всё также не наблюдалось. В 1/8 финала команда была выбита из турнира итальянской «Ромой» (общий счёт — 2:4). В 2009 году из-за скандала с открывшейся подтасовкой голосов на выборах 2006 года Рамон Кальдерон подал в отставку. За четыре года правления Кальдерона «Реал» два раза подряд становился чемпионом Испании и один раз брал Суперкубок.

### Возвращение Переса (2009 — настоящее время)
1 июня 2009 года Флорентино Перес вновь стал президентом «Реала», причём без голосования, так как все конкуренты сняли свои кандидатуры. После своего возвращения Перес начал воссоздавать совершенно новый «галактикос». Для начала в команде произошли изменения в руководстве: советником президента стал бывший игрок «Реала» Зинедин Зидан. 9 июня после длительных переговоров и различных слухов в «Реал» перешёл полузащитник итальянского «Милана» и сборной Бразилии Кака за 68 млн евро. Он подписал шестилетний контракт с клубом и стал первым звёздным новичком после второго прихода Переса. Затем был подписан контракт с лучшим игроком мира 2008 года Криштиану Роналду, который давно мечтал надеть майку «сливочных». За португальца «Реал» выложил 80 миллионов фунтов стерлингов (93,4 миллиона евро). Презентация Роналду прошла 6 июля 2009 года на стадионе «Сантьяго Бернабеу», на неё пришли 80 тысяч болельщиков. 25 июня «Реал» подписал 23-летнего Рауля Альбиоля из «Валенсии», сумма трансфера Альбиоля составила 15 миллионов евро. 1 июля 2009 года «Лион» официально подтвердил переход Карима Бензема в «Реал». Сумма трансфера составила 35 миллионов евро. В стан «Реала» вернулись полузащитник Эстебан Гранеро и выступающий на позиции правого защитника Альваро Арбелоа из «Ливерпуля». Сумма трансфера Арбелоа составила 4 млн евро, контракт подписан на 5 лет. Пару Арбелоа составил Хаби Алонсо, также перешедший из «Ливерпуля» 5 августа. Алонсо был оценён в 30 млн фунтов стерлингов.
Несмотря на солидные приобретения, команде так и не удалось завоевать хоть какой-нибудь трофей за сезон. В чемпионате Испании Реал занял итоговое второе место, уступив пальму первенства Барселоне, при этом проиграв в обеих очных встречах. Клуб вновь неудачно выступил в Лиге чемпионов, в шестой раз подряд не сумев преодолеть стадию 1/8 финала. А в Кубке Испании команда выбыла из борьбы уже на первом этапе в противостоянии с командой из третьего испанского дивизиона «Алькоркон». По итогам сезона главный тренер Мануэль Пеллегрини был уволен с поста за неудовлетворительные результаты. После непродолжительных переговоров главным тренером Реала назначен португалец Жозе Моуринью, только что оформивший с итальянским «Интером» победный требл.
Летом не обошлось без привычной трансферной активности клуба, хотя и не с таким размахом, как годом ранее. На приобретения было потрачено более 70 млн евро, а команду пополнили опытнейший португальский защитник Рикарду Карвалью, молодые испанские полузащитники Педро Леон и Серхио Каналес, представители нового поколения немецкого футбола Сами Хедира и Месут Озил, а также перспективный аргентинский вингер Анхель Ди Мария.
Сезон 2010—2011 «Реал» начал весьма успешно, показывая, что готов бороться за титул, но в итоге стал вторым. Гораздо успешнее дела шли в Кубке Испании. Команда уверенно дошла до финала, где их поджидала всё та же «Барселона». «Реал» в непростом для обеих команд матче сумел победить: гол Криштиану Роналду, забитый в дополнительное время, принёс команде долгожданный трофей. В Лиге чемпионов «Реал» дошёл до полуфинала, где в напряжённом, очень непростом и неоднозначном для судейства противостоянии, по сумме двух матчей уступил «Барселоне».
Летом 2011 года клуб продолжил укреплять состав. Были приобретены полузащитник Нури Шахин, нападающий Хосе Кальехон, а также защитники Рафаэль Варан и Фабиу Коэнтрау. Кроме того, 22 июня клуб официально объявил о расширении полномочий главного тренера команды Жозе Моуринью, которому были доверены функции спортивного менеджера. Таким образом, «Реал Мадрид» осуществил переход к «английской» модели управления командой.
Мадридский «Реал» в сезоне 2011/12 установил новый рекорд Примеры, набрав за один сезон 100 очков. «Королевский клуб» превзошёл достижение «Барселоны», которая в чемпионате 2009/10 достигла отметки в 99 баллов. Кроме того, «Реал» стал первой командой, которой за один сезон удалось победить в 32 встречах, при этом «Реал» установил рекорд по количеству забитых голов за сезон, подопечные Моуринью забили 121 гол в чемпионате Испании 2011/12.
Летом 2012 был куплен полузащитник «Тоттенхэма» Лука Модрич и взят в аренду полузащитник «Челси» Майкл Эссьен. Но из клуба ушёл целый ряд полузащитников: Фернандо Гаго перешёл в «Валенсию», Серхио Каналес также перешёл в «Валенсию», Хамит Алтынтоп перешёл в «Галатасарай», Эстебан Гранеро перешёл в «Куинз Парк Рейнджерс», Лассана Диарра перешёл в «Анжи», Нури Шахин на правах аренды перешёл в «Ливерпуль», а зимой 2012 вернулся в «Боруссию». Также летом клуб покинули защитник Даниэль Карвахаль, который перешёл в Байер 04 и защитник Ройстон Дренте, который перешёл в «Аланию». Зимой в клуб вернулся вратарь Диего Лопес, который перед этим выступал в «Вильярреале» и «Севилье».
Сезон 2012/13 «Реал Мадрид» начал с победы над «Барселоной» в Суперкубке Испании (4:4 по сумме двух матчей). В Примере «Реал» занял второе место. В Кубке Испании «Реал» дошёл до финала, попутно выбив из турнира «Барселону», но в финале уступил «Атлетико» (1:2). В лиге чемпионов «Реал» закончил выступления в полуфинале турнира, уступив дортмундской «Боруссии» (3:4 по сумме двух матчей).
20 мая стало известно, что Жозе Моуринью покинет клуб. 2 июня Флорентино Перес был переизбран президентом «Реала». 27 июня Карло Анчелоти был представлен как главный тренер клуба. Помощниками главного тренера были назначены француз Зинедин Зидан и англичанин Пол Клемент.

#### «Десима» и европейский требл
Летом 2013 года был куплен ряд полузащитников: вингер «Тоттенхэма» Гарет Бейл, опорник «Сан-Паулу» Каземиро, полузащитник «Реал Сосьедада» Асьер Ильяраменди и полузащитник «Малаги» Иско. Так же после сезона в «Байере» в клуб вернулся Даниэль Карвахаль. Из «Кастильи» в клуб были переведены российский полузащитник Денис Черышев и испанский нападающий Хесе. Однако клуб покинули ряд игроков: в «Наполи» перешли нападающий Гонсало Игуаин, защитник Рауль Альбиоль, нападающий Хосе Кальехон; полузащитник Месут Озил перешёл в «Арсенал», полузащитник Кака — в «Милан», полузащитник Педро Леон стал игроком «Хетафе». На правах свободного агента клуб покинули Рикарду Карвалью, который стал игроком «Монако» и Антонио Адан. Майкл Эссьен вернулся в «Челси», а в начале сентября Денис Черышев на правах аренды стал игроком «Вильяреала».
16 апреля 2014 года «Реал» выиграл Кубок Испании, обыграв в финале «Барселону» со счётом 2:1. Решающий гол забил Гарет Бейл.
24 мая 2014 года «сливочные» выиграли десятый и первый с 2002 года Кубок чемпионов УЕФА, обыграв в финале «Атлетико Мадрид» со счётом 4:1.
После победы в Лиге чемпионов в 2014 году мадридский «Реал» подписал контракт с вратарём Кейлором Навасом, полузащитником Тони Кроосом и атакующим полузащитником Хамесом Родригесом. Клуб одержал победу в матче за Суперкубок УЕФА 2014 против «Севильи». Этот трофей стал 79-м официальным в истории клуба. В течение последней недели летнего трансферного окна 2014 года «Реал» продал двух ключевых игроков: Хаби Алонсо в «Баварию» и Анхеля Ди Марию в «Манчестер Юнайтед». Это решение клуба было окружено спорами, и Криштиану Роналду заявил: «Если бы я был главным, возможно, я бы сделал всё по-другому», а Карло Анчелотти признал: «Мы снова должны начать всё с нуля.»
После неудачного старта сезона 2014/15 мадридский «Реал» провёл рекордную 22-матчевую победную серию, которая включала в себя победы над «Барселоной» и «Ливерпулем», превзойдя предыдущий рекорд Испании в 18 побед подряд, установленный «Барселоной» под руководством Франка Райкарда в сезоне 2005/06. Серия завершилась в первом матче 2015 года поражением от «Валенсии», в результате чего клубу не хватило двух побед, чтобы повторить мировой рекорд — 24 победы подряд. 20 декабря «Реал» выиграл Клубный чемпионат мира, в финале одержав победу над аргентинским «Сан-Лоренсо». «Реал Мадрид» не смог повторить прошлогодний успех и победить в Лиге чемпионов УЕФА, проиграв в полуфинале «Ювентусу», и в Кубке Испании, а также занял второе место в чемпионате с отставанием в два очка от ставшей чемпионом «Барселоны». 25 мая 2015 года Карло Анчелотти был уволен с поста главного тренера.
3 июня 2015 года новым главным тренером «Реала» стал Рафаэль Бенитес, подписавший с клубом двухлетний контракт. Мадридский «Реал» оставался непобеждённым в чемпионате до тех пор, пока в матче 11-го тура не проиграл «Севилье» со счётом 2:3. За этим последовало домашнее поражение 0:4 в первом матче Эль-Класико сезона против «Барселоны». В матче 1/16 финала Кубка Испании 2015/16 «Реал» выпустил на поле дисквалифицированного на тот момент Дениса Черышева в первом матче против «Кадиса» на выезде, выигранном со счётом 3:1, в результате чего ответный матч был отменён, а «Реал» дисквалифицирован. Бенитес был освобождён от своих обязанностей 4 января 2016 года после обвинений в непопулярности среди болельщиков, недовольстве игроками и неспособности добиться хороших результатов в матчах с сильными командами.
4 января 2016 года было объявлено об уходе Бенитеса вместе с назначением Зинедина Зидана. Под руководством Зидана «Реал» завершил сезон 2015/16 на втором месте в чемпионате, отстав всего на одно очко от «Барселоны». 28 мая мадридский «Реал» выиграл свой 11-й титул Лиги чемпионов УЕФА, увеличив собственный рекорд по количеству побед в этом соревновании, это достижение получило название «Ундесима».
«Реал Мадрид» начал первый полноценный сезон Зидана в качестве главного тренера с победы в матче за Суперкубок УЕФА 2016. К 10 декабря 2016 года мадридцы провели 35 матчей подряд, не потерпев ни единого поражения, установив тем самым новый клубный рекорд. 18 декабря 2016 года «Реал Мадрид» выиграл Клубный чемпионат мира, в финале одержав победу над японским клубом «Касима Антлерс» со счётом 4:2. После ничьей со счётом 3:3 в матче Кубка Испании против «Севильи» 12 января 2017 года беспроигрышная серия мадридцев продлилась до 40 матчей, побив испанский рекорд «Барселоны» — 39 матчей без поражений во всех турнирах в предыдущем сезоне. Их беспроигрышная серия закончилась после поражения на выезде от «Севильи» в Ла Лиге со счётом 1:2 тремя днями позже. В мае 2017 года «Реал Мадрид» выиграл Ла Лигу в рекордный 33-й раз в истории и первый за последние пять лет. 3 июня 2017 года клуб защитил титул победителя Лиги чемпионов УЕФА, обыграв в финале туринский «Ювентус» и став первой командой в современной истории, сумевшей одержать победу в этом турнире два раза подряд. Этот титул стал 12-м для мадридского «Реала» и третьим за четыре года, а также рекордным в истории турнира. Это достижение также известно как «Дуодесима». В сезоне 2016/17 «Реал Мадрид» выиграл наибольшее количество трофеев за один сезон в своей истории.
«Реал Мадрид» одержал победу в матче за Суперкубок УЕФА 2017, обыграв «Манчестер Юнайтед» со счётом 2:1. 5 дней спустя «Реал Мадрид» победил «Барселону» на Камп Ноу в первом матче за Суперкубок Испании, а затем, выиграв ответный матч со счётом 2:0, прервал серию «Барселоны» из 24 матчей против «Реала» подряд с забитыми голами. 16 декабря 2017 года «Реал Мадрид» выиграл Клубный чемпионат мира, в финале одержав победу над бразильским клубом «Гремио» со счётом 1:0 и став первым клубом, сумевшим выиграть этот турнир дважды подряд. В этом же сезоне клуб выиграл третью Лигу чемпионов УЕФА подряд, став первым клубом, выигравшим три титула Лиги чемпионов УЕФА подряд с момента основания турнира, а также первой командой, выигравшей три еврокубковых турнира подряд со времён мюнхенской «Баварии» в 1970-х годах. 31 мая, всего через пять дней после победы в финале, Зидан объявил о своей отставке с поста главного тренера мадридского «Реала», мотивируя свой уход «необходимостью перемен».
В 2017 году «Реал Мадрид» получил кубок «Девяти ценностей» — награду Международной детской социальной программы «Футбол для Дружбы». Ежегодно Кубок вручается за высокий уровень социальной ответственности клуба и за наибольшую приверженность ценностям проекта: дружбе, равенству, справедливости, здоровью, миру, преданности, победе, традициям и чести. Победителя выбирали дети-участники финальных мероприятий программы F4F из 64 стран мира.
12 июня 2018 года новым главным тренером «Реала» стал Хулен Лопетеги, бывший тренер сборной Испании. Было объявлено, что он официально станет главным тренером после чемпионата мира по футболу 2018 года. Однако сборная Испании уволила Лопетеги за день до начала турнира, заявив, что он вёл переговоры с клубом, не ставя их в известность. Затем летом 2018 года клуб начал переформировывать состав, что включало в себя продажу Криштиану Роналду «Ювентусу» за объявленные 100 миллионов евро. После череды неудачных выступлений и поражений команды Лопетеги был уволен и заменён тогдашним тренером «Реал Мадрид Кастилья», Сантьяго Солари. 22 декабря 2018 года «Реал Мадрид» выиграл свой третий Клубный чемпионат мира подряд, в финале одержав победу над эмиратским клубом «Аль-Айн» со счётом 4:1. Благодаря этой победе мадридский «Реал» стал абсолютным рекордсменом турнира с четырьмя титулами. Клуб считается чемпионом мира в общей сложности семь раз, потому что ФИФА признаёт Межконтинентальный кубок предшественником Клубного чемпионата мира ФИФА. «Реал Мадрид» также увеличил рекорд по количеству выигранных подряд титулов в турнире. 11 марта 2019 года мадридский «Реал» вновь назначил Зидана на должность главного тренера клуба.
12 января 2020 года «Реал Мадрид» обыграл «Атлетико Мадрид» в серии пенальти и завоевал свой одиннадцатый титул Суперкубка Испании. После трёхмесячного перерыва из-за пандемии COVID-19, начавшегося в марте 2020 года, «Реал Мадрид» вернулся после перерыва в июне, одержав 10 побед подряд после возобновления чемпионата, и выиграл свой 34-й чемпионский титул.
19 апреля 2021 клуб объявил о том, что вместе с ещё 11 клубами входит в Суперлигу. Но через пару дней из-за возмущения фанатов один за одним клубы стали официально выходить из лиги. «Реал» и ещё 3 клуба продолжили переговоры. Сезон чемпионата клуб завершил на втором месте, отстав от «Атлетико Мадрид» на 2 балла, а в Лиге чемпионов 2020/21 команда дошла до 1/2 финала, проиграв будущему обладателю кубка «Челси».
27 мая 2021 года Зинедин Зидан покинул пост главного тренера, а 1 июня на пост главного тренера вернулся Карло Анчелотти. Усилениями команды стали молодой полузащитник французского «Ренна» Эдуарду Камавинга, и австрийский защитник «Баварии» Давид Алаба. Сезон 2021/22 для команды стал триумфальным, команда стала обладателем Суперкубка Испании, Ла Лиги (в рекордный 35-й раз) и Лиги чемпионов, обыграв 27 мая 2022 года английский «Ливерпуль» со счётом 1:0 и выиграв титул в рекордный 14-й раз.
10 августа 2022 года «Реал Мадрид» обыграл «Айнтрахт» в матче за Суперкубок УЕФА 2022 со счётом 2:0 и таким образом завоевал свой 5-й титул в этом турнире, сравнявшись по этому показателю с «Барселоной» и «Миланом».
1 июня 2024 года «Реал» в 15-й раз выиграл Лигу чемпионов, обыграв в финале дортмундскую «Боруссию» со счётом 2:0. Кроме того, впервые в своей истории «Реал» завершил кампанию в ЛЧ, не потерпев по ходу турнира ни одного поражения.

## Символика клуба

### Логотипы
- История эмблемы клуба
- 1902—1908
- 1908—1920
- 1931—1941

### Бренды и спонсорство
| Период     | Изготовитель формы | Титульный спонсор |
| ---------- | ------------------ | ----------------- |
| 1981—1982  | Adidas             | не было           |
| 1982—1986  | Adidas             | Zanussi           |
| 1986—1989  | Hummel             | Parmalat          |
| 1989—1990  | Hummel             | Reny Picot        |
| 1990—1992  | Hummel             | Otaysa            |
| 1992—1994  | Hummel             | Teka              |
| 1994—1998  | Kelme              | Teka              |
| 1998—2001  | Adidas             | Teka              |
| 2001—2002  | Adidas             | Realmadrid.com    |
| 2002—2005  | Adidas             | Siemens mobile    |
| 2005—2006  | Adidas             | Siemens           |
| 2006—2007  | Adidas             | BenQ-Siemens      |
| 2007—2013  | Adidas             | Bwin              |
| 2013—н. в. | Adidas             | Fly Emirates      |

## История выступлений
| Сезон   | Дивизион | Место   | Кубок               | Междунар. турниры |
| ------- | -------- | ------- | ------------------- | ----------------- |
| 1929    | 1ª       | 2-е     | Финалист            |                   |
| 1929/30 | 1ª       | 5-е     | Финалист            |                   |
| 1930/31 | 1ª       | 6-е     | 1/4                 |                   |
| 1931/32 | 1ª       | Чемпион | 1/8                 |                   |
| 1932/33 | 1ª       | Чемпион | Финалист            |                   |
| 1933/34 | 1ª       | 2-е     | Победитель          |                   |
| 1934/35 | 1ª       | 2-е     | 1/8                 |                   |
| 1935/36 | 1ª       | 2-е     | Победитель          |                   |
| 1939/40 | 1ª       | 4-е     | Финалист            |                   |
| 1940/41 | 1ª       | 6-е     | 1/8                 |                   |
| 1941/42 | 1ª       | 2-е     | 1/4                 |                   |
| 1942/43 | 1ª       | 10-е    | Финалист            |                   |
| 1943/44 | 1ª       | 7-е     | 1/8                 |                   |
| 1944/45 | 1ª       | 2-е     | 1/8                 |                   |
| 1945/46 | 1ª       | 4-е     | Победитель          |                   |
| 1946/47 | 1ª       | 7-е     | Победитель          |                   |
| 1947/48 | 1ª       | 11-е    | 1/8                 |                   |
| 1948/49 | 1ª       | 3-е     | 1/8                 |                   |
| 1949/50 | 1ª       | 4-е     | 1/2                 |                   |
| 1950/51 | 1ª       | 9-е     | 1/2                 |                   |
| 1951/52 | 1ª       | 3-е     | 1/2                 |                   |
| 1952/53 | 1ª       | 3-е     | 1/2                 |                   |
| 1953/54 | 1ª       | Чемпион | 1/2                 |                   |
| 1954/55 | 1ª       | Чемпион | 1/2                 |                   |
| 1955/56 | 1ª       | 3-е     | 1/2                 | КЧ Победитель     |
| 1956/57 | 1ª       | Чемпион | 1/4                 | КЧ Победитель     |
| 1957/58 | 1ª       | Чемпион | Финалист            | КЧ Победитель     |
| 1958/59 | 1ª       | 2-е     | 1/2                 | КЧ Победитель     |
| 1959/60 | 1ª       | 2-е     | Финалист            | КЧ Победитель     |
| 1960/61 | 1ª       | Чемпион | Финалист            | КЧ 1/8            |
| 1961/62 | 1ª       | Чемпион | Победитель          | КЧ Финалист       |
| 1962/63 | 1ª       | Чемпион | 1/2                 | КЧ 1/8            |
| 1963/64 | 1ª       | Чемпион | 1/4                 | КЧ Финалист       |
| 1964/65 | 1ª       | Чемпион | 1/8                 | КЧ 1/4            |
| 1965/66 | 1ª       | 2-е     | 1/4                 | КЧ Победитель     |
| 1966/67 | 1ª       | Чемпион | 1/4                 | КЧ 1/4            |
| 1967/68 | 1ª       | Чемпион | Финалист            | КЧ 1/2            |
| 1968/69 | 1ª       | Чемпион | 1/8                 | КЧ 1/8            |
| 1969/70 | 1ª       | 5-е     | Победитель          | КЧ 1/8            |
| 1970/71 | 1ª       | 4-е     | 1/16                | КК Финалист       |
| 1971/72 | 1ª       | Чемпион | 1/2                 | КУ 1/16           |
| 1972/73 | 1ª       | 4-е     | 1/8                 | КЧ 1/2            |
| 1973/74 | 1ª       | 8-е     | Победитель          | КУ 1/32           |
| 1974/75 | 1ª       | Чемпион | Победитель          | КК 1/4            |
| 1975/76 | 1ª       | Чемпион | 1/2                 | КЧ 1/2            |
| 1976/77 | 1ª       | 9-е     | 1/16                | КЧ 1/8            |
| 1977/78 | 1ª       | Чемпион | 1/8                 |                   |
| 1978/79 | 1ª       | Чемпион | Финалист            | КЧ 1/8            |
| 1979/80 | 1ª       | Чемпион | Победитель          | КЧ 1/2            |
| 1980/81 | 1ª       | 2-е     | 1/4                 | КЧ Финалист       |
| 1981/82 | 1ª       | 3-е     | Победитель          | КУ 1/4            |
| 1982/83 | 1ª       | 2-е     | Финалист            | КК Финалист       |
| 1983/84 | 1ª       | 2-е     | 1/2                 | КУ 1/32           |
| 1984/85 | 1ª       | 5-е     | 1/8                 | КУ Победитель     |
| 1985/86 | 1ª       | Чемпион | 1/2                 | КУ Победитель     |
| 1986/87 | 1ª       | Чемпион | 1/2                 | КЧ 1/2            |
| 1987/88 | 1ª       | Чемпион | 1/2                 | КЧ 1/2            |
| 1988/89 | 1ª       | Чемпион | Победитель          | КЧ 1/2            |
| 1989/90 | 1ª       | Чемпион | Финалист            | КЧ 1/8            |
| 1990/91 | 1ª       | 3-е     | 1/8                 | КЧ 1/4            |
| 1991/92 | 1ª       | 2-е     | Финалист            | КУ 1/2            |
| 1992/93 | 1ª       | 2-е     | Победитель          | КУ 1/4            |
| 1993/94 | 1ª       | 4-е     | 1/4                 | КК 1/4            |
| 1994/95 | 1ª       | Чемпион | 1/8                 | КУ 1/8            |
| 1995/96 | 1ª       | 6-е     | 1/8                 | ЛЧ 1/4            |
| 1996/97 | 1ª       | Чемпион | 1/8                 |                   |
| 1997/98 | 1ª       | 4-е     | 1/8                 | ЛЧ Победитель     |
| 1998/99 | 1ª       | 2-е     | 1/2                 | ЛЧ 1/4            |
| 1999/00 | 1ª       | 5-е     | 1/4                 | ЛЧ Победитель     |
| 2000/01 | 1ª       | Чемпион | 1/32                | ЛЧ 1/2            |
| 2001/02 | 1ª       | 3-е     | Финалист            | ЛЧ Победитель     |
| 2002/03 | 1ª       | Чемпион | 1/4                 | ЛЧ 1/2            |
| 2003/04 | 1ª       | 4-е     | Финалист            | ЛЧ 1/4            |
| 2004/05 | 1ª       | 2-е     | 1/8                 | ЛЧ 1/8            |
| 2005/06 | 1ª       | 2-е     | 1/2                 | ЛЧ 1/8            |
| 2006/07 | 1ª       | Чемпион | 1/8                 | ЛЧ 1/8            |
| 2007/08 | 1ª       | Чемпион | 1/8                 | ЛЧ 1/8            |
| 2008/09 | 1ª       | 2-е     | 1/16                | ЛЧ 1/8            |
| 2009/10 | 1ª       | 2-е     | 1/16                | ЛЧ 1/8            |
| 2010/11 | 1ª       | 2-е     | Победитель          | ЛЧ 1/2            |
| 2011/12 | 1ª       | Чемпион | 1/4                 | ЛЧ 1/2            |
| 2012/13 | 1ª       | 2-е     | Финалист            | ЛЧ 1/2            |
| 2013/14 | 1ª       | 3-е     | Победитель          | ЛЧ Победитель     |
| 2014/15 | 1ª       | 2-е     | 1/8                 | ЛЧ 1/2            |
| 2015/16 | 1ª       | 2-е     | исключён после 1/16 | ЛЧ Победитель     |
| 2016/17 | 1ª       | Чемпион | 1/4                 | ЛЧ Победитель     |
| 2017/18 | 1ª       | 3-е     | 1/4                 | ЛЧ Победитель     |
| 2018/19 | 1ª       | 3-е     | 1/2                 | ЛЧ 1/8            |
| 2019/20 | 1ª       | Чемпион | 1/4                 | ЛЧ 1/8            |
| 2020/21 | 1ª       | 2-е     | 1/16                | ЛЧ 1/2            |
| 2021/22 | 1ª       | Чемпион | 1/4                 | ЛЧ Победитель     |
| 2022/23 | 1ª       | 2-е     | Победитель          | ЛЧ 1/2            |
| 2023/24 | 1ª       | Чемпион | 1/8                 | ЛЧ Победитель     |
| 2024/25 | 1ª       | 2-е     | Финалист            | ЛЧ 1/4            |

## Стадион
Стадион был назван «Сантьяго Бернабеу» в честь президента «Реал Мадрида» 1943—1975 годов, который являлся инициатором постройки нового стадиона. Строительство длилось три года. Матчем-открытием стал товарищеский поединок с португальским клубом «Белененсиш», встреча состоялась 14 декабря 1947 года и завершилась победой хозяев со счётом 3-1.
В 1950-х годы, благодаря уверенным выступлениям «Реала» в зародившемся Кубке европейских чемпионов, доходы клуба возросли, что позволило увеличить вместимость нового стадиона, здание которого знаменито своими белыми башнями, до 125 000 мест. В 1955 году стадион был переименован в «Сантьяго Бернабеу», а в 1957 году во время финального матча Кубка европейских чемпионов здесь впервые зажглись прожекторы искусственного освещения.
Бернабеу, скончавшийся в 1978 году, вынашивал планы строительства нового стадиона к северу от Мадрида, но они так и не воплотились в жизнь. Зато к чемпионату мира 1982 году был реконструирован «Сантьяго Бернабеу». Теперь он был оборудован сидячими трибунами на 30 200 мест и галереями для стоячих мест, рассчитанными на 60 000 человек. В общей сложности 345 000 зрителей присутствовали на трёх матчах группового турнира и на потрясающем финале. Прошло десять лет: реконструкция продолжалась. Был завершён третий ярус трибун. Число сидячих мест возросло до 65 000 при общей вместимости 105 000 мест. После очередной реконструкции стадион стал ещё более комфортабельным, но вместимость понизилась до 74 871 зрителя.
На «Бернабеу» проходил финал чемпионата Европы 1964 года, а также финал Лиги чемпионов 2010 года. 14 ноября 2007 года «Бернабеу» был присвоен статус элитного футбольного стадиона УЕФА.
- Сантьяго Бернабеу
- Вместимость — 81044 человека.
- Размеры поля — 107 x 72 метров.
- Адрес — Concha Espina, 1 28036 Madrid.

## Статистика участия в соревнованиях

### Чемпионат Испании
Мадридский «Реал» (наряду с «Барселоной» и «Атлетиком») участвовал во всех состоявшихся чемпионатах страны. Первым он был 36 раз, вторым — 26, третьим — 10, то есть в совокупности клуб попадал в призёры в 72 сезонах. Ещё 8 раз он останавливался в шаге от пьедестала, трижды финишировал пятым, 4 раза — шестым, 2 — седьмым, 1 — восьмым, 2 — девятым, 1 — десятым, 1 — одиннадцатым (в 1948 году).

### Международные соревнования
| Турнир                                     | Игры | Победы | Ничьи | Поражения | ГЗ   | ГП  | +/-  | В%     |
| ------------------------------------------ | ---- | ------ | ----- | --------- | ---- | --- | ---- | ------ |
| Кубок европейских чемпионов/Лига чемпионов | 503  | 302    | 85    | 116       | 1104 | 558 | +546 | 060,04 |
| Кубок кубков                               | 31   | 16     | 9     | 6         | 57   | 24  | +33  | 051,61 |
| Кубок УЕФА/Лига Европы                     | 64   | 33     | 10    | 21        | 111  | 75  | +36  | 051,56 |
| Суперкубок УЕФА                            | 9    | 6      | 0     | 3         | 15   | 10  | +5   | 066,67 |
| Межконтинентальный кубок                   | 7    | 3      | 1     | 3         | 10   | 8   | +2   | 042,86 |
| Клубный чемпионат мира                     | 14   | 12     | 2     | 0         | 40   | 15  | +25  | 085,71 |
| Всего                                      | 628  | 372    | 107   | 149       | 1337 | 690 | +647 | 059,24 |

## Капитаны мадридского «Реала»
| Игрок             | Карьера   | Капитан   | Номер | Матчей всего |
| ----------------- | --------- | --------- | ----- | ------------ |
| Лука Модрич       | 2012—2025 | 2024—2025 | 10    | 591 (43)     |
| Начо              | 2011—2024 | 2023—2024 | 6     | 364 (16)     |
| Карим Бензема     | 2009—2023 | 2022—2023 | 9     | 648 (354)    |
| Марсело           | 2007—2022 | 2021—2022 | 12    | 546 (38)     |
| Серхио Рамос      | 2005—2021 | 2015—2021 | 4     | 671 (101)    |
| Икер Касильяс     | 1999—2015 | 2010—2015 | 1     | 707 (-723)   |
| Рауль Гонсалес    | 1994—2010 | 2003—2010 | 7     | 741 (323)    |
| Фернандо Йерро    | 1989—2003 | 2001—2003 | 4     | 598 (126)    |
| Мануэль Санчис    | 1983—2001 | 1988—2001 | 5     | 710 (49)     |
| Карлос Сантильяна | 1971—1988 | 1979—1988 | 9     | 645 (287)    |
| Пирри             | 1964—1979 | 1976—1979 | 4     | 595 (210)    |
| Амансио           | 1962—1976 | 1971—1976 | 7     | 471 (142)    |
| Франсиско Хенто   | 1953—1971 | 1961—1971 | 11    | 761 (253)    |

## Достижения

### Национальные
- Чемпионат Испании:
  - Чемпион (36, рекорд): 1931/32, 1932/33, 1953/54, 1954/55, 1956/57, 1957/58, 1960/61, 1961/62, 1962/63, 1963/64, 1964/65, 1966/67, 1967/68, 1968/69, 1971/72, 1974/75, 1975/76, 1977/78, 1978/79, 1979/80, 1985/86, 1986/87, 1987/88, 1988/89, 1989/90, 1994/95, 1996/97, 2000/01, 2002/03, 2006/07, 2007/08, 2011/12, 2016/17, 2019/20, 2021/22, 2023/24
  - Вице-чемпион (26): 1929, 1933/34, 1934/35, 1935/36, 1941/42, 1944/45, 1958/59, 1959/60, 1965/66, 1980/81, 1982/83, 1983/84, 1991/92, 1992/93, 1998/99, 2004/05, 2005/06, 2008/09, 2009/10, 2010/11, 2012/13, 2014/15, 2015/16, 2020/21, 2022/23, 2024/25
- Кубок Испании
  - Обладатель (20): 1905, 1906, 1907, 1908, 1917, 1934, 1936, 1946, 1947, 1961/62, 1969/70, 1973/74, 1974/75, 1979/80, 1981/82, 1988/89, 1992/93, 2010/11, 2013/14, 2022/23
  - Финалист (21, рекорд): 1903, 1916, 1918, 1924, 1928/29, 1930, 1933, 1940, 1943, 1958, 1959/60, 1960/61, 1967/1968, 1978/79, 1982/83, 1989/90, 1991/92, 2001/02, 2003/04, 2012/13, 2024/25
- Суперкубок Испании
  - Обладатель (13): 1988, 1989, 1990, 1993, 1997, 2001, 2003, 2008, 2012, 2017, 2019/20, 2021/22, 2023/24
- Кубок Эвы Дуарте:
  - Обладатель: 1947
- Кубок лиги
  - Обладатель: 1984/85
  - Финалист: 1982/83
- Региональный Чемпионат / Трофей Манкомунадо
  - Победитель (23, рекорд): 1904/05, 1905/06, 1906/07, 1907/08, 1909/10, 1912/13, 1915/16, 1916/17, 1917/18, 1919/20, 1921/22, 1922/23, 1923/24, 1925/26, 1926/27, 1928/29, 1929/30, 1930/31, 1931/32, 1932/33, 1933/34, 1934/35, 1935/36

### Международные
- Кубок европейских чемпионов / Лига чемпионов УЕФА
  - Обладатель (15, рекорд): 1956, 1957, 1958, 1959, 1960, 1966, 1998, 2000, 2002, 2014, 2016, 2017, 2018, 2022, 2024
  - Финалист (3): 1962, 1964, 1981
- Кубок УЕФА
  - Обладатель (2): 1985, 1986
- Кубок обладателей кубков УЕФА
  - Финалист (2): 1971, 1983
- Суперкубок УЕФА
  - Обладатель (6, рекорд): 2002, 2014, 2016, 2017, 2022, 2024
- Межконтинентальный кубок
  - Обладатель (4, рекорд): 1960, 1998, 2002, 2024
- Клубный чемпионат мира
  - Обладатель (5, рекорд): 2014, 2016, 2017, 2018, 2022
- Малый Кубок мира
  - Обладатель (2, рекорд): 1952, 1956
  - Финалист: 1963
- Латинский кубок
  - Обладатель (2): 1955, 1957
- Иберо-американский кубок
  - Обладатель: 1994
- Иберийский кубок
  - Финалист: 2000
- Кубок Франца Беккенбауэра
  - Обладатель: 2010
- Кубок Сантьяго Бернабеу
  - Обладатель (28, рекорд): 1981, 1983, 1984, 1985, 1987, 1989, 1991, 1994, 1995, 1996, 1997, 1998, 1999, 2000, 2003, 2005, 2006, 2007, 2008, 2009, 2010, 2011, 2012, 2013, 2015, 2016, 2017, 2018
  - Финалист (9): 1980, 1986, 1988, 1990, 1992, 1993, 2001, 2002, 2004

## Рекорды

### Рекорды команды
- 15 побед в Лиге чемпионов УЕФА
- 3 победы в Лиге чемпионов подряд
- 302 побед в матчах Лиги чемпионов УЕФА
- 43 домашних матча подряд «Реал» забивал в Лиге чемпионов УЕФА[65]
- 36 титулов чемпиона Испании
- 121 забитый гол в чемпионате Испании за один сезон
- 73 матча подряд «Реал» забивал хотя бы один гол[66]

### Рекорды игроков
- Криштиану Роналду — 17 голов за один сезон Лиги чемпионов УЕФА
- Криштиану Роналду — 11 голов за один сезон в групповом этапе Лиги чемпионов УЕФА
- Криштиану Роналду — 19 голов за один календарный год Лиги чемпионов УЕФА

#### По количеству матчей
- Это список игроков с наибольшим количеством матчей в истории клуба.

| №  | Имя                 | Период    | Ла Лига | Кубок Короля | Еврокубки | Другие | Матчи |
| -- | ------------------- | --------- | ------- | ------------ | --------- | ------ | ----- |
| 1  | Рауль Гонсалес      | 1994—2010 | 550     | 37           | 132       | 22     | 741   |
| 2  | Икер Касильяс       | 1999—2015 | 510     | 40           | 152       | 23     | 725   |
| 3  | Мануэль Санчис      | 1983—2001 | 523     | 67           | 100       | 20     | 710   |
| 4  | Серхио Рамос        | 2005—2021 | 469     | 48           | 129       | 25     | 671   |
| 5  | Карим Бензема       | 2009—2023 | 439     | 44           | 133       | 27     | 648   |
| 6  | Карлос Сантильяна   | 1971—1988 | 461     | 84           | 87        | 13     | 645   |
| 7  | Фернандо Йерро      | 1989—2003 | 439     | 49           | 103       | 16     | 607   |
| 8  | Франсиско Хенто     | 1953—1971 | 428     | 74           | 94        | 6      | 602   |
| 9  | Лука Модрич         | 2012—2025 | 394     | 34           | 134       | 35     | 597   |
| 10 | Хосе Антонио Камачо | 1973—1989 | 414     | 61           | 90        | 12     | 577   |

#### По количеству голов
- Это список игроков с наибольшим количеством голов в истории клуба.

| №  | Имя                 | Период    | Голы | Матчи |
| -- | ------------------- | --------- | ---- | ----- |
| 1  | Криштиану Роналду   | 2009—2018 | 450  | 438   |
| 2  | Карим Бензема       | 2009—2023 | 354  | 648   |
| 3  | Рауль Гонсалес      | 1994—2010 | 323  | 741   |
| 4  | Альфредо Ди Стефано | 1953—1964 | 308  | 396   |
| 5  | Карлос Сантильяна   | 1971—1988 | 290  | 645   |
| 6  | Ференц Пушкаш       | 1958—1966 | 242  | 262   |
| 7  | Уго Санчес          | 1985—1992 | 208  | 282   |
| 8  | Франсиско Хенто     | 1953—1971 | 182  | 601   |
| 9  | Пирри               | 1964—1979 | 172  | 561   |
| 10 | Эмилио Бутрагеньо   | 1983—1995 | 171  | 463   |

## Текущий состав
| 1  | Флаг Бельгии  | Вр  | Тибо Куртуа              | 1992 |  |  |  |  |  |
| 13 | Флаг Украины  | Вр  | Андрей Лунин             | 1999 |  |  |  |  |  |
|    |               |     |                          |      |  |  |  |  |  |
| 2  | Флаг Испании  | Защ | Дани Карвахаль (капитан) | 1992 |  |  |  |  |  |
| 3  | Флаг Бразилии | Защ | Эдер Милитан             | 1998 |  |  |  |  |  |
| 4  | Флаг Австрии  | Защ | Давид Алаба              | 1992 |  |  |  |  |  |
| 12 | Флаг Англии   | Защ | Трент Александер-Арнольд | 1998 |  |  |  |  |  |
| 17 | Флаг Испании  | Защ | Рауль Асенсио            | 2003 |  |  |  |  |  |
| 18 | Флаг Испании  | Защ | Альваро Каррерас         | 2003 |  |  |  |  |  |
| 20 | Флаг Испании  | Защ | Фран Гарсия              | 1999 |  |  |  |  |  |
| 22 | Флаг Германии | Защ | Антонио Рюдигер          | 1993 |  |  |  |  |  |
| 23 | Флаг Франции  | Защ | Ферлан Менди             | 1995 |  |  |  |  |  |
| 24 | Флаг Испании  | Защ | Дин Хёйсен               | 2005 |  |  |  |  |  |
|    |               |     |                          |      |  |  |  |  |  |
| 5  | Флаг Англии   | ПЗ  | Джуд Беллингем           | 2003 |  |  |  |  |  |

| 6  | Флаг Франции   | ПЗ  | Эдуарду Камавинга  | 2002 |  |  |  |  |  |
| 8  | Флаг Уругвая   | ПЗ  | Федерико Вальверде | 1998 |  |  |  |  |  |
| 14 | Флаг Франции   | ПЗ  | Орельен Чуамени    | 2000 |  |  |  |  |  |
| 15 | Флаг Турции    | ПЗ  | Арда Гюлер         | 2005 |  |  |  |  |  |
| 19 | Флаг Испании   | ПЗ  | Дани Себальос      | 1996 |  |  |  |  |  |
| 30 | Флаг Аргентины | ПЗ  | Франко Мастантуоно | 2007 |  |  |  |  |  |
|    |                |     |                    |      |  |  |  |  |  |
| 7  | Флаг Бразилии  | Нап | Винисиус Жуниор    | 2000 |  |  |  |  |  |
| 9  | Флаг Бразилии  | Нап | Эндрик             | 2006 |  |  |  |  |  |
| 10 | Флаг Франции   | Нап | Килиан Мбаппе      | 1998 |  |  |  |  |  |
| 11 | Флаг Бразилии  | Нап | Родриго            | 2001 |  |  |  |  |  |
| 16 | Флаг Испании   | Нап | Гонсало Гарсия     | 2004 |  |  |  |  |  |
| 21 | Флаг Марокко   | Нап | Браим Диас         | 1999 |  |  |  |  |  |

## Трансферы 2025/2026

### Пришли
| Поз | Игрок                    | Прежний клуб |
| --- | ------------------------ | ------------ |
| Защ | Дин Хёйсен               | Борнмут      |
| Защ | Трент Александер-Арнольд | Ливерпуль    |
| Защ | Альваро Каррерас         | Бенфика      |
| ПЗ  | Франко Мастантуоно       | Ривер Плейт  |
| ПЗ  | Рейниер**                | Гранада      |
| Нап | Альваро Родригес**       | Хетафе       |

### Ушли
| Поз | Игрок            | Новый клуб |
| --- | ---------------- | ---------- |
| Защ | Хесус Вальехо*** |            |
| Защ | Лукас Васкес***  |            |
| ПЗ  | Лука Модрич***   | Милан      |

* В аренду  

** Из аренды  

*** Свободный агент 

## Персоналии

### Тренерский штаб
| Должность                  | Имя                |
| -------------------------- | ------------------ |
| Главный тренер             | Хаби Алонсо        |
| Ассистент главного тренера | Себас Паррилья     |
| Тренер вратарей            | Луис Льопис        |
| Тренер по фитнесу          | Антонио Пинтус     |
| Физиотерапевт              | Исмаэль Каменфорте |

### Список главных тренеров
- Артур Джонсон (1910—1920)
- Хуан де Карсер (1920—1926)
- Педро Льоренте (1926)
- Сантьяго Бернабеу (1926—1927)
- Хосе Берраондо (1927—1929)
- Хосе Киранте (1929—1930)
- Липпо Херцка (1930—1932)
- Роберт Фирст (1932—1934)
- Франсиско Бру (1934—1941)
- Хуан Армет (1941—1943)
- Рамон Энсинас (1943—1945)
- Хасинто Кинкосес (1945—1946, 1947—1948)
- Бальтасар Альбенис (1946—1947, 1950—1951)
- Майкл Кипинг (1948—1950)
- Эктор Скароне (1951—1952)
- Хуан Антонио Ипинья (1952—1953)
- Энрике Фернандес (1953—1954)
- Хосе Вильялонга (1954—1957)
- Луис Карниглия (1957—1959; 1959)
- Мигель Муньос (1959; 1960—1974)
- Мануэль Флейтас (1959—1960)
- Луис Моловни (1974; 1977—1979; 1982; 1985—1986)
- Милян Милянич (1974—1977)
- Вуядин Бошков (1979—1982)
- Альфредо Ди Стефано (1982—1984; 1990—1991)
- Амаро Амансио (1984—1985)
- Лео Беенхаккер (1986—1989; 1992)
- Джон Тошак (1989—1990; 1999)
- Радомир Антич (1991—1992)
- Бенито Флоро (1992—1994)
- Висенте Дель Боске (1994; 1996; 1999—2003)
- Хорхе Вальдано (1994—1996)
- Арсенио Иглесиас (1996)
- Фабио Капелло (1996—1997; 2006—2007)
- Юпп Хайнкес (1997—1998)
- Гус Хиддинк (1998—1999)
- Карлуш Кейруш (2003—2004)
- Хосе Антонио Камачо (2004)
- Мариано Гарсия Ремон (2004)
- Вандерлей Лушембурго (2004—2005)
- Хуан Рамон Лопес Каро (2005—2006)
- Бернд Шустер (2007—2008)
- Хуанде Рамос (2008—2009)
- Мануэль Пеллегрини (2009—2010)
- Жозе Моуринью (2010—2013)
- Карло Анчелотти (2013—2015; 2021—2025)
- Рафаэль Бенитес (2015—2016)
- Зинедин Зидан (2016—2018; 2019—2021)
- Хулен Лопетеги (2018)
- Сантьяго Солари (2018—2019)
- Хаби Алонсо (2025—н. в.)

### Список президентов клуба
| Период     | Президент               |
| ---------- | ----------------------- |
| 2009—н. в. | Флорентино Перес        |
| 2006—2009  | Рамон Кальдерон         |
| 2000—2006  | Флорентино Перес        |
| 1995—2000  | Лоренсо Санс            |
| 1985—1995  | Рамон Мендоса           |
| 1978—1985  | Луис де Карлос          |
| 1943—1978  | Сантьяго Бернабеу       |
| 1940—1943  | Антонио Сантос Перальба |
| 1936—1940  | Адольфо Мелендес        |
| 1930—1935  | Луис Усера              |
| 1926—1930  | Луис де Уркильхо        |
| 1916—1926  | Педро Парахес           |
| 1908—1916  | Адольфо Мелендес        |
| 1904—1908  | Карлос Падрос           |
| 1902—1904  | Хуан Падрос             |

## Финансы и собственность
К сентябрю 2007 года «Реал», по версии агентства BBDO, считался самым ценным футбольным брендом в Европе. В 2010 году журнал Forbes оценивал стоимость «Реала» в 1, 323 миллиард долларов, поместив тем самым клуб на 2-е место, после Манчестера. В 2010 году у «Реала» был самый высокий товарооборот в футболе по всему миру. В сентябре 2009 года руководство Реала объявило, что планирует открыть свой собственный тематический парк в 2013 году. Согласно Deloitte, доход «Реала» в 2010 году составил 401 000 000 €, тем самым мадридский клуб стал первым, сумевшим преодолеть планку в 400 миллионов евро.
Клуб является некоммерческой спортивной ассоциацией, принадлежит болельщикам («socios»), ежегодно выплачивающим достаточно большие членские взносы, имеющих статус «членов клуба», они избирают президента путём голосования. По состоянию на 2010 год, клуб имеет 60000 Socios. В конце сезона 2009-10, совет директоров клуба заявил, что чистый долг Реала был равен 244,6 млн евро, что на 82,1 млн евро ниже, чем в предыдущем финансовом году. После сезона 2010-11, Реал объявил, что он имеет чистый долг в размере 170 миллионов евро. С 2007 по 2011 чистая прибыль «Реала» оценивалась в 190 млн евро.
Во время сезона 2009-10 Реал сделал 150 млн евро за счёт продажи билетов. Общий размер доходов от телевидения у «Реала» составил 160,8 млн. Доходы от коммерческой деятельности — спонсорства, продажи клубной атрибутики и т. д. выросли на 10,2 млн.
Издание Sporting Intelligence на основе анализа финансовых ведомостей 14 топ-клубов в разных видах спорта по всему миру, пришли к выводу, что футболисты «Реала» получают в среднем $7,356,632, долларов в год
4 марта 2021 Европейский суд принял решение признать виновными в получении незаконной государственной помощи футбольными клубами «Реал», «Барселона», «Атлетик» (Бильбао) и «Осасуна». Клубы должны вернуть 5000000 евро компенсации.

## Личные достижения футболистов «Реала»
Основная статья: Список игроков ФК «Реал Мадрид» (100 и более матчей)

### Обладатели «Золотого мяча»
Следующие футболисты получили «Золотой мяч» France Football, выступая за «Реал»:
- Альфредо Ди Стефано — 1957, 1959
- Раймон Копа — 1958
- Луиш Фигу — 2000
- Роналдо — 2002
- Фабио Каннаваро — 2006
- Криштиану Роналду — 2016, 2017
- Лука Модрич — 2018
- Карим Бензема — 2022

Следующие футболисты получили «Золотой мяч» ФИФА, выступая за «Реал»:
- Криштиану Роналду — 2013, 2014

### Обладатели «Золотой бутсы»
Следующие футболисты получили «Золотую бутсу», выступая за «Реал»:
- Уго Санчес — 1990
- Давор Шукер — 1998
- Криштиану Роналду — 2011, 2014, 2015
- Килиан Мбаппе — 2025

### Футболисты года по версии УЕФА
Следующие футболисты были признаны футболистами года по версии УЕФА, выступая за «Реал»:
- Фернандо Редондо — 2000
- Зинедин Зидан — 2002

### Лучшие футболисты года в Европе
Следующие футболисты получали Приз лучшему футболисту года в Европе, выступая за «Реал»:
- Криштиану Роналду — 2014, 2016, 2017
- Лука Модрич — 2018
- Карим Бензема — 2022

### Лучшие ассистенты Лиги чемпионов УЕФА
Следующие футболисты были признаны лучшими ассистентами Лиги чемпионов УЕФА, выступая за «Реал»:
- Рауль — 2002/03
- Луиш Фигу — 2004/05
- Месут Озиль — 2010/11
- Кака — 2011/12
- Анхель ди Мария — 2013/14

### Лучшие бомбардиры Лиги чемпионов УЕФА
Следующие футболисты были признаны лучшими бомбардирами Лиги чемпионов УЕФА, выступая за «Реал»:
- Альфредо Ди Стефано — 1957/58
- Ференц Пушкаш — 1959/60
- Рауль — 1999/00, 2000/01
- Криштиану Роналду — 2012/13, 2013/14, 2014/15, 2015/16, 2016/17, 2017/18
- Карим Бензема — 2021/22

### Игроки года по версии ФИФА
Следующие футболисты были признаны футболистами года по версии ФИФА, выступая за «Реал»:
- Луиш Фигу — 2001
- Роналдо — 2002
- Зинедин Зидан — 2003
- Фабио Каннаваро — 2006
- Криштиану Роналду — 2016, 2017
- Лука Модрич — 2018
- Винисиус Жуниор — 2024

### Лучшие игроки чемпионата мира
Следующие футболисты были признаны лучшими игроками чемпионата мира, являясь игроками «Реала»:
- Зинедин Зидан — 2006
- Лука Модрич — 2018

### Обладатели «Золотого» мяча Клубного чемпионата мира
Следующие футболисты получили «Золотой мяч» Клубного чемпионата мира, выступая за «Реал»:
- Серхио Рамос — 2014
- Криштиану Роналду — 2016
- Лука Модрич — 2017
- Гарет Бэйл — 2018
- Винисиус Жуниор — 2022

### Лучшие бомбардиры клубного чемпионата мира
Следующие футболисты были признаны лучшими бомбардирами клубного чемпионата мира, являясь игроками «Реала»:
- Николя Анелька — 2000
- Серхио Рамос — 2014
- Гарет Бэйл — 2014, 2018
- Криштиану Роналду — 2016, 2017

### Чемпионы мира
Следующие футболисты становились чемпионами мира, являясь игроками «Реала»:
- Гюнтер Нетцер — 1974
- Хорхе Вальдано — 1986
- Кристиан Карамбё — 1998
- Роберто Карлос — 2002
- Хаби Алонсо — 2010
- Рауль Альбиоль — 2010
- Альваро Арбелоа — 2010
- Икер Касильяс — 2010
- Серхио Рамос — 2010
- Сами Хедира — 2014
- Рафаэль Варан — 2018

### Чемпионы Европы
Следующие футболисты становились чемпионами Европы, являясь игроками «Реала»:
- Амаро Амансио — 1964
- Игнасио Зоко — 1964
- Феликс Руис — 1964
- Хосе Висенте Трайн — 1964
- Ули Штилике — 1980
- Николя Анелька — 2000
- Кристиан Карамбё — 2000
- Икер Касильяс — 2008, 2012
- Серхио Рамос — 2008, 2012
- Хаби Алонсо — 2012
- Рауль Альбиоль — 2012
- Альваро Арбелоа — 2012
- Пепе — 2016
- Криштиану Роналду — 2016
- Дани Карвахаль — 2024
- Начо — 2024
- Хоселу — 2024

### Олимпийские чемпионы
Следующие футболисты становились Олимпийскими чемпионами, являясь игроками «Реала»:
- Микель Ласа — 1992
- Альфонсо Перес — 1992
- Луис Энрике — 1992
- Нжитап Жереми — 2000
- Фернандо Гаго — 2008
- Эсекьель Гарай — 2008

### Обладатели Кубка конфедераций
Следующие футболисты становились обладателями Кубка конфедераций, являясь игроками «Реала»:
- Микаэль Лаудруп — 1995
- Зе Роберто — 1997
- Роберто Карлос — 1997
- Марсело — 2013

### Победители Лиги наций УЕФА
Следующие футболисты становились победителями Лиги наций УЕФА, являясь игроками «Реала»:
- Карим Бензема — 2021
- Марко Асенсио — 2023
- Дани Карвахаль — 2023
- Начо — 2023

### Капитаны клуба
| Период    | Капитан             |
| --------- | ------------------- |
| 1928—1936 | Феликс Кесада       |
| 1936—1942 | Хасинто Кинкосес    |
| 1942—1944 | Хосе Рамон Сауто    |
| 1944—1949 | Хуан Ипинья         |
| 1949—1958 | Мигель Муньос       |
| 1958—1960 | Хуан Алонсо         |
| 1960—1962 | Хосе Мария Саррага  |
| 1962—1971 | Франсиско Хенто     |
| 1971—1974 | Игнасио Соко        |
| 1974—1976 | Амансио Амаро       |
| 1976—1980 | Пирри               |
| 1980—1986 | Мигель Анхель       |
| 1986—1988 | Сантильяна          |
| 1988—1989 | Хосе Антонио Камачо |

| Период     | Капитан        |
| ---------- | -------------- |
| 1989—1993  | Чендо          |
| 1993—2001  | Мануэль Санчис |
| 2001—2003  | Фернандо Йерро |
| 2003—2010  | Рауль          |
| 2010—2015  | Икер Касильяс  |
| 2015—2021  | Серхио Рамос   |
| 2021—2022  | Марсело        |
| 2022—2023  | Карим Бензема  |
| 2023—2024  | Начо           |
| 2024—2025  | Лука Модрич    |
| 2025—н. в. | Дани Карвахаль |

### Футболисты, сыгравшие 100 и более матчей
Список футболистов, сыгравших 100 и более матчей за клуб. Учитываются только матчи официальных турниров (чемпионат Испании, кубок Испании, Суперкубок Испании, Кубок чемпионов УЕФА, Лига чемпионов УЕФА, Кубок УЕФА, Суперкубок УЕФА, Кубок обладателей кубков УЕФА, Межконтинентальный кубок, Клубный чемпионат мира).
- Хавьер Агилар
- Давид Алаба
- Антонио Алонсо
- Маркос Алонсо
- Хаби Алонсо
- Хесус Алонсо
- Хуан Алонсо
- Рауль Альбиоль
- Рафаэль Алькорта
- Хосе Эмилио Амависка
- Амансио Амаро
- Симон Андраде
- Мигель Анхель
- Альваро Арбелоа
- Марко Асенсио
- Сабино Баринага
- Дэвид Бекхэм
- Джуд Беллингем
- Карим Бензема
- Григорио Бенито
- Антонио Бетанкорт
- Рауль Браво
- Пауль Брайтнер
- Франсиско Буйо
- Эмилио Бутрагеньо
- Мануэль Буэно
- Гарет Бэйл
- Федерико Вальверде
- Хорхе Вальдано
- Рафаэль Варан
- Лукас Васкес
- Рафаэль Васкес
- Мануэль Веласкес
- Фернандо Гаго
- Рикардо Гальего
- Рауль Гонсалес
- Хосе Гонсалес
- Рафаэль Гордильо
- Хосе Антонио Гранде
- Рамон Гроссо
- Гути
- Висенте Дель Боске
- Лассана Диарра
- Мамаду Диарра
- Браим Диас
- Анхель Ди Мария
- Альфредо Ди Стефано
- Винисиус Жуниор
- Кларенс Зеедорф
- Зинедин Зидан
- Фернандо Зунзунеги
- Гонсало Игуаин
- Евгенио Иларио
- Бодо Илльгнер
- Хуан Антонио Ипинья
- Исидоро Сан Хосе
- Исидро Диас Гонсалес
- Исидро Санчес Гарсия
- Иско
- Хеннинг Йенсен
- Фернандо Йерро
- Каземиро
- Кака
- Антонио Кальпе
- Эдуарду Камавинга
- Хосе Антонио Камачо
- Фабио Каннаваро
- Анхель Кано
- Айтор Каранка
- Даниэль Карвахаль
- Роберто Карлос
- Педро Касадо
- Икер Касильяс
- Феликс Кесада
- Хасинто Кинкосес
- Клементе
- Матео Ковачич
- Раймон Копа
- Хосе Корона
- Фабиу Коэнтрау
- Тони Кроос
- Тибо Куртуа
- Микель Ласа
- Хайме Ласкано
- Рафаэль Лесмес
- Леонсито
- Хосе Луис
- Франсиско Льоренте
- Клод Макелеле
- Стив Макманаман
- Марсело
- Роберто Мартинес
- Антонио Маседа
- Ферлан Менди
- Эдер Милитан
- Луис Милья
- Мичел
- Предраг Миятович
- Молеиро
- Фернандо Морьентес
- Лука Модрич
- Луис Моловни
- Мигель Муньос
- Висенте Мьера
- Хоакин Наварро
- Кейлор Навас
- Начо
- Гюнтер Нетцер
- Месут Озил
- Хоакин Олива
- Пабло Ольмедо
- Роке Ольсен
- Франсиско Павон
- Паиньо
- Пачин
- Пепе
- Альфонсо Перес
- Франсиско Пинеда
- Феликс Пинедо
- Пирри
- Пруден
- Ференц Пушкаш
- Серхио Рамос
- Луис Регейро
- Педро Регейро
- Фернандо Редондо
- Марьяно Гарсия Ремон
- Эктор Риаль
- Робиньо
- Агустин Родригес
- Хамес Родригес
- Родриго
- Роналдо
- Криштиану Роналду
- Феликс Руис
- Антонио Рюдигер
- Андрес Сабидо
- Савио
- Мичел Сальгадо
- Хосе Антонио Сальгеро
- Рикардо Самора
- Иван Саморано
- Хосе Сантамария
- Сантильяна
- Хуан Сантистебан
- Уго Санчес
- Мануэль Санчис
- Мануэль Санчис
- Хосе Мария Саррага
- Хосе Рамон Сауто
- Дани Себальос
- Альберт Селадес
- Игнасио Соко
- Хесус Солана
- Сантьяго Солари
- Хуан Круз Соль
- Мигель Тендильо
- Хуан Карлос Тоурино
- Висенте Трайн
- Педро де Фелипе
- Луиш Фигу
- Сами Хедира
- Франсиско Хенто
- Хосеито
- Хуанито
- Чендо
- Орельен Чуамени
- Ули Штилике
- Давор Шукер
- Иван Эльгера
- Луис Энрике
- Франсиско Эрнандес